# Oppo A16
Oppo A16 та Oppo A16s — смартфони, розроблені компанією OPPO, що входять у серію «А». Oppo A16 був представлений 17 липня 2021 року, а A16s —  14 серпня того ж року. Головними відмінностями між моделями є присутність NFC у s-моделі та конфігурації пам'яті.
Також 27 жовтня 2021 року був представлений Oppo A54s, що відрізняється від Oppo A16s основною камерою та конфігураціями пам'яті.
Oppo A16s призначений для центрально- та західноєвропейського ринків, тож в Україні офіційно доступні тільки Oppo A16, який був представлений в Україні 27 січня 2022 року, та A54s.

## Дизайн
Екран виконаний зі скла. Корпус виконаний з пластику.
Знизу розміщені роз'єм USB-C, динамік, мікрофон та 3.5 мм аудіороз'єм. З лівого боку розташовані кнопки регулювання гучності  та слот під 2 SIM-картки і карту пам'яті формату microSD до 256 ГБ. З правого боку розміщена кнопка блокування смартфона, у яку вбудовано сканер відбитків пальців.
Oppo A16 та A54s продаються в 3 кольорах: Кришталевий чорний, Перлинно-синій та Космічний срібний. В Україні Oppo A16 доступний у двох перших кольорах.
Oppo A16s продається в кольорах Кришталевий чорний та Перлинно-синій.

## Технічні характеристики

### Платформа
Смартфони отримали процесор MediaTek Helio G35 та графічний процесор PowerVR GE8320.

### Батарея
Батарея отримала об'єм 5000 мА·год.

### Камери
Смартфони отримали потрійну камеру з ширококутним об'єктивом 13 Мп, f/2.2 з фазовим автофокусом у Oppo A16 та A16s 50 Мп, f/2.2 з фазовим автофокусом у A54s + 2 Мп, f/2.4 (макро) + 2 Мп, f/2.4 (сенсор глибини).
Всі моделі отримали 8 Мп, f/2.0 (ширококутний). Основна та фронтальна камери всіх моделей вміє записувати відео у роздільній здатності 1080p@30fps.

### Екран
Екран IPS LCD, 6.52", HD+ (1600 × 720) зі щільністю пікселів 269 ppi, співвідношенням сторін 20:9 та краплеподібним вирізом під фронтальну камеру.

### Пам'ять
Oppo A16 продається в комплектаціях 3/32, 4/64 та 4/256 ГБ. В Україні доступна тільки версія на 2/32 ГБ.
Oppo A16s продається в комплектації 4/64 ГБ.
Oppo A54s продається в комплектації 4/128 та 8/128 ГБ. В Україні доступна тільки версія на 4/128 ГБ.

### Програмне забезпечення
Смартфони були випущені на ColorOS 11.1 на базі Android 11. Були оновлені до ColorOS 12.1 на базі Android 12.